# James Charles
James Charles Dickinson (Bethlehem, 23 de mayo de 1999) es un youtuber de belleza (make-up) y maquillador estadounidense. Mientras trabajaba como maquillador local en su ciudad natal de Bethlehem, abrió un canal de YouTube, donde comenzó a subir tutoriales de maquillaje. En el 2016, se convirtió en el primer embajador masculino de la marca CoverGirl después de que un tuit con su maquillaje se volviera viral en línea.
En 2020, presentó, dirigió y coprodujo la serie de competencia de telerrealidad Instant Influencer de YouTube Originals. Lanzó una paleta de sombras de ojos y ha creado una línea de maquillaje en colaboración con Morphe Cosmetics, y recibió numerosos premios por su trabajo en las redes sociales, incluidos dos People's Choice Awards, tres Streamy Awards, un Shorty Award y un Teen Choice Award.

## Primeros años de vida
James Charles Dickinson nació el 23 de mayo de 1999 en Bethlehem, Nueva York, de padres Skip, un contratista, y Christine Dickinson. Su hermano menor, Ian Jeffrey, trabaja como modelo. Asistió a Bethlehem Central High School, donde se graduó en 2017. Al describir su experiencia en la escuela secundaria, afirmó: «Me intimidaron mucho en la escuela secundaria y personalmente, simplemente lo ignoré». Comenzó a trabajar como peluquero aficionado y comenzó a maquillarse después de que un amigo le pidió que la maquillara para un baile escolar. Después de aprender por sí mismo cómo maquillarse, pronto comenzó a hacerlo profesionalmente para las niñas de su área.

## Carrera
En diciembre de 2015, Charles abrió un canal de YouTube donde comenzó a publicar tutoriales de maquillaje. Un tuit de él retomando su retrato de senior con un anillo de luz y maquillaje se volvió viral en septiembre de 2016. En octubre de 2016, cuando tenía 17 años, se convirtió en el primer embajador masculino de la marca de cosméticos CoverGirl. El nombramiento fue recibido con importantes elogios en las redes sociales. Su primera aparición fue en anuncios de la máscara de pestañas So Lashy de CoverGirl. Comenzó una línea de ropa, Sisters Apparel, y una colección de maquillaje, Sister Collection, creada en colaboración con la marca de cosméticos Morphe Cosmetics, en noviembre de 2018. A principios de 2019, tenía 10 millones de suscriptores en YouTube. Su visita a Birmingham en enero de 2019 para la apertura de la segunda tienda de Morphe Cosmetics en el Reino Unido provocó un embotellamiento en el centro de la ciudad. Charles maquilló a la rapera australiana Iggy Azalea para el arte promocional de su sencillo «Sally Walker» en marzo de 2019 y apareció en el video musical de la canción. Anunció que participaría en el Sisters Tour por los Estados Unidos. en abril de 2019. Sin embargo, el tour se canceló el mes siguiente luego de una pelea muy publicitada con la personalidad estadounidense de las redes sociales Tati Westbrook.
Charles presentó la primera temporada de la serie de competencia de telerrealidad Instant Influencer de YouTube Originals, que se estrenó en su canal de YouTube en abril de 2020. Por su trabajo en el programa, ganó el premio al Programa del año en los 10th Streamy Awards. En marzo de 2021, YouTube anunció que no volvería a presentar la segunda temporada del programa. En octubre de 2020, hizo un cameo en el video musical del sencillo Canceled de la personalidad estadounidense de las redes sociales Larray. 
Desde el lanzamiento de su canal, realizó una serie de videos colaborativos, maquillando y con varias figuras públicas, entre ellas: Kim Kardashian, Kylie Jenner, Lil Nas X, Kesha, Madison Beer, Doja Cat, JoJo Siwa, Charli D'Amelio, Addison Rae, Trixie Mattel, Avani Gregg, y Bretman Rock. 
En enero de 2021, cantó una versión de «Drivers License» de Olivia Rodrigo. 

## Vida personal
Charles confesó su homosexualidad a sus padres a los 12 años. Al abordar las preguntas sobre su identidad de género, dijo: «Tengo confianza en mí mismo y en mi identidad de género; estoy feliz de ser un niño. Pero al mismo tiempo, me encanta el maquillaje. Tengo un juego completo de uñas todo el tiempo». A partir de 2019, su patrimonio neto se estimó en US$22 millones. En 2020, compró una mansión de 7 millones de dólares en Los Ángeles.

### Imagen pública
Al principio de su carrera, llamó la atención por ser un joven maquillador masculino. Todd Spangler de Variety lo llamó «el vlogger de belleza más famoso de YouTube». Escribiendo para el Irish Independent, Caitlin McBride comentó que «encabezó una revolución de maquillaje entre los hombres», mientras que Amelia Tait de The Guardian escribió que su plataforma en línea era «posiblemente revolucionaria». Teen Vogue se refirió a él en 2019 como «uno de los maquilladores e influencers de belleza más famosos de YouTube», mientras que Noelle Faulkner de Vogue Australia escribió en 2018 que tenía «uno de los seguidores más comprometidos en YouTube».
Charles se refiere a sus fans como «hermanas». Citó a Jaclyn Hill y Nikkie de Jager como sus mayores influencias. Ha dicho que, para él, el maquillaje es «una salida creativa y una forma de arte».

## Filmografía
| Año  | Título         | Rol    | Notas              | Ref.   |
| ---- | -------------- | ------ | ------------------ | ------ |
| 2018 | Alone Together | Jasper | Episodio: «Pop-Up» | [ 26 ] |

| Año  | Título                           | Rol      | Notas                                       | Ref.   |
| ---- | -------------------------------- | -------- | ------------------------------------------- | ------ |
| 2018 | The Secret World of Jeffree Star | Él mismo | Episodio: «Becoming Jeffree Star for a Day» | [ 27 ] |
| 2020 | Nikita Unfiltered                | Él mismo | Episodio: «James Charles Confronts Nikita»  |        |
| 2020 | Instant Influencer               | Juez     | Presentador y juez; Temporada1              |        |

## Premios y nominaciones
| Premio                 | Año  | Categoría                          | Trabajo                                    | Resultado | Ref.   |
| ---------------------- | ---- | ---------------------------------- | ------------------------------------------ | --------- | ------ |
| Kids' Choice Awards    | 2021 | Estrella social masculina favorita | Él mismo                                   | Ganador   | [ 28 ] |
| People's Choice Awards | 2018 | Influenciador de belleza           | Él mismo                                   | Ganador   | [ 29 ] |
| People's Choice Awards | 2019 | Influenciador de belleza           | Él mismo                                   | Nominado  | [ 30 ] |
| People's Choice Awards | 2020 | Influenciador de belleza           | Él mismo                                   | Ganador   | [ 31 ] |
| Shorty Awards          | 2017 | Youtuber destacado                 | Él mismo                                   | Ganador   | [ 32 ] |
| Shorty Awards          | 2019 | Youtuber del año                   | Él mismo                                   | Nominado  | [ 33 ] |
| Streamy Awards         | 2018 | Beauty                             | Él mismo                                   | Ganador   | [ 34 ] |
| Streamy Awards         | 2019 | Beauty                             | Él mismo                                   | Nominado  | [ 35 ] |
| Streamy Awards         | 2020 | Beauty                             | Él mismo                                   | Ganador   | [ 36 ] |
| Streamy Awards         | 2020 | Creador del año                    | Él mismo                                   | Nominado  | [ 36 ] |
| Streamy Awards         | 2020 | Espectáculo del año                | Instant Influencer                         | Ganador   | [ 36 ] |
| Streamy Awards         | 2020 | Serie sin guion                    | Instant Influencer                         | Nominado  | [ 36 ] |
| Streamy Awards         | 2020 | Contenido de marca: Vídeo          | «James Charles Spills the Tea on His Glow» | Nominado  | [ 36 ] |
| Teen Choice Awards     | 2018 | Mejor estrella web de moda/belleza | Él mismo                                   | Ganador   | [ 37 ] |
| Teen Choice Awards     | 2019 | Mejor estrella web de moda/belleza | Él mismo                                   | Nominado  | [ 38 ] |